# NGC 4286
NGC 4286 (również IC 3181, PGC 39846 lub UGC 7398) – galaktyka spiralna (S0-a), znajdująca się w gwiazdozbiorze Warkocza Bereniki. Odkrył ją William Herschel 13 marca 1785 roku.